# Der Hilferuf
Der Hilferuf ist ein deutscher Detektivfilm aus dem Jahre 1916 der Filmreihe Stuart Webbs.

## Handlung
Das Warenhaus I. P. Hall hat ein großes Problem: In deren Kassen wurden insgesamt 50 falsche 1000-Mark-Banknoten aufgefunden. Die Kassiererin Edith Heber wird verdächtigt, mit den Blüten etwas zu tun zu haben. Ein Hilferuf ereilt Detektiv Stuart Webbs, der diesen mysteriösen Fall aufklären soll.
Webbs Nachforschungen ergeben, dass der Amerikaner Brook und seine Bande hinter diesem Blütenmeer steckt. Brook hat einen Banknotenspezialisten entführt und ihn in seinem Verlies dazu gezwungen, die falschen 1000-Mark-Scheine herzustellen. Webbs kann den Blütenfälscher wider Willen befreien und Brook mitsamt seiner Bande festnehmen.

## Produktionsnotizen
Der Hilferuf ist der 11. Film dieser Reihe und wurde im Juni 1916 im Stuart Webbs-Film-Atelier in Berlin-Weißensee gedreht. Nach dem Passieren der Zensur im Juli 1916 wurde er mit Jugendverbot belegt und im September 1916 im Marmorhaus uraufgeführt. In Österreich-Ungarn (Wien) lief Der Hilferuf am 20. Oktober 1916 an. Der Film besaß vier Akte und war in Deutschland 1529 und in Österreich-Ungarn 1780 Meter lang, das entspricht einer Spieldauer von etwa 75 respektive 87 Minuten.
Der Film lief auch unter dem Untertitel Die Banknotenfälscher.

## Kritik
In Paimann’s Filmlisten ist zu lesen: „Stoff interessant, Spiel, Photos und Szenerie sehr gut“.